# Björnås
Björnås är en bebyggelse i Åstorps kommun i Skåne län som utgörs av en bebyggelse i sydöstra delen av samhället Åstorp.
Bebyggelsen var 2015 av SCB klassad som en tätort för att innan dess och 2018 räknats som en del av tätorten Åstorp.
 Vid avgränsningen 2020 räknades den åter som en separat tätort.

## Befolkningsutveckling
| Befolkningsutvecklingen i Björnås 2015–2020                                                         | Befolkningsutvecklingen i Björnås 2015–2020 | Befolkningsutvecklingen i Björnås 2015–2020 | Befolkningsutvecklingen i Björnås 2015–2020 | Befolkningsutvecklingen i Björnås 2015–2020 |
| --------------------------------------------------------------------------------------------------- | ------------------------------------------- | ------------------------------------------- | ------------------------------------------- | ------------------------------------------- |
| |                                             |                                             |                                             |                                             |
| År                                                                                                  |                                             |                                             | Folkmängd                                   | Areal (ha)                                  |
| 2015                                                                                                | 2015                                        |                                             | 808                                         | 99                                          |
| 2018                                                                                                | 2018                                        |                                             | 0                                           |                                             |
| 2020                                                                                                | 2020                                        |                                             | 873                                         | 98                                          |
| Anm.: Ny tätort 2015 utbruten ur Åstorp, åter del av Åstorp 2018 och sedan 2020 separat tätort igen |                                             |                                             |                                             |                                             |